# Lapua-beweging

Logo

De Lapua-beweging, Fins: Lapuan liike, was een politieke beweging in Finland. De beweging was eerst nationalistisch en anti-communistisch, maar werd later fascistisch. De beweging werd in 1929 in Zuid-Ostrobothnië opgericht, door over het algemeen conservatieve boeren. De Lapua-beweging stond in de traditie van de anticommunistische Witte Gardisten die het in de Finse Burgeroorlog van de Rode Gardisten hadden gewonnen, dat waren de communisten en linkse socialisten, en steunde het lutheranisme. De Lapua-beweging floreerde op het Finse platteland en was fel gekant tegen de stedelijke sociaaldemocraten. Op 16 juni 1930 werd door 3000 Lapua-aanhangers een socialistische uitgeverij vernield en in oktober 1930 gijzelden zij kortstondig de ex-president Kaarlo Juho Ståhlberg. De Lapua-beweging werd in 1932 verboden toen zij probeerden om onder generaal Wallenius een staatsgreep te plegen, maar kort daarna werd de fascistische IKL, de Isänmaallinen Kansanliike, opgericht, de opvolger van de Lapua-beweging.
De leiders van de Lapua-beweging waren generaal Kurt Martti Wallenius en Vihtori Kosola, de voorzitter Lapua-beweging van 1929 tot 1932. 